# Pedicularis brachyodonta
Pedicularis brachyodonta är en snyltrotsväxtart. Pedicularis brachyodonta ingår i släktet spiror, och familjen snyltrotsväxter.

## Underarter
Arten delas in i följande underarter:
- P. b. brachyodonta
- P. b. grisebachii
- P. b. malyi
- P. b. moesiaca
- P. b. montenegrina